# Coralliocaris tridens
Coralliocaris tridens is een garnalensoort uit de familie van de Palaemonidae. De wetenschappelijke naam van de soort is voor het eerst geldig gepubliceerd in 2001 door Mitsuhashi, Fujino & Takeda.